# Bessan
Bessan (okzitanisch: Beçan) ist eine französische Gemeinde mit 5705 Einwohnern (Stand: 1. Januar 2022) im Département Hérault in der Region Okzitanien. Sie gehört zum Arrondissement Béziers und zum Kanton Agde. Die Einwohner werden Bessanais genannt.

## Geographie
Bessan ist zwischen den Städten Agde (sieben Kilometer) und Béziers (14 Kilometer) am Fluss Hérault gelegen. Umgeben wird Bessan von den Nachbargemeinden Saint-Thibéry im Norden und Nordwesten, Florensac im Osten, Agde im Südosten, Vias im Süden, Montblanc im Westen und Nordwesten.
Durch die Gemeinde führt die Autoroute A9 und die frühere Route nationale 312.

## Geschichte
Aufgrund der topographischen Situation muss Hannibal mit seinen Kriegselefanten um 218 vor Christus durch das Gemeindegebiet gezogen sein. 408/409 nach Christus wird die Siedlung durch die vereinten Burgunder, Sueben und Vandalen geplündert. Zwischen 1050 und 1100 wird die Ortschaft befestigt.

### Bevölkerungsentwicklung
| Jahr                       | 1962 | 1968 | 1975 | 1982 | 1990 | 1999 | 2006 | 2019 |
| Einwohner                  | 2919 | 2972 | 2911 | 2997 | 3356 | 4025 | 4343 | 5162 |
| Quellen: Cassini und INSEE |      |      |      |      |      |      |      |      |

## Sehenswürdigkeiten
- Kirche Saint-Pierre-es-Liens, ursprünglich als einfache Holzkirche um 990 errichtet, Monument historique
- Tore und Befestigungsanlage
- Ruinen der Mühlen am Hérault, einstige Wassermühlen, die dem Bischof von Agde gehörten
- Rathaus aus dem Jahr 1777
- Cactus Park, botanischer Garten über acht Hektar mit zahlreichen Kakteen und Sukkulenten

## Wirtschaft
Der Branntweinproduzent Pernod Ricard unterhält hier eine Destillerie. Es wachsen Weine im Gemeindegebiet, die erfolgreich durch eine Cooperative vermarktet werden, auch im Direktvertrieb.

## Gemeindepartnerschaft
Mit der luxemburgischen Gemeinde Remich verbindet Bessan eine Partnerschaft.